# Lasiosina aethiopica
Lasiosina aethiopica är en tvåvingeart som beskrevs av Becker 1910. Lasiosina aethiopica ingår i släktet Lasiosina och familjen fritflugor.
Artens utbredningsområde är Tanzania. Inga underarter finns listade i Catalogue of Life.